# Камерунська федерація футболу
Федерація футболу Камеруну (англ. Cameroonian Football Federation, фр. Fédération Camerounaise de Football) — організація, яка здійснює контроль та управління футболом у Камеруні. Знаходиться в столиці країни Яунде. Федерація контролює національну, жіночу та молодіжні збірні Камеруну, організовує проведення національного чемпіонату та другого дивізіону, а також проводить розіграш національного кубка.

## Історія
ФФК засновано 1960 року. У 1962 році приєдналася до ФІФА та КАФ.
Національна ліга вперше була зіграна у 1961 році. «Котон Спорт» є найуспішнішим клубом із 15 нагородами. Національний кубок проводиться з 1956 року, більшість трофеїв виграв «Канон Яунде» (11 разів).
Три камерунські клуби вигравали Лігу чемпіонів КАФ, «Орікс Дуала» (1964), «Канон Яунде» (1971, 1978, 1980), та «Уніон Дуала» (1979).
Перший міжнародний матч Камерун зіграв 13 квітня 1960 року проти Мадагаскару (9:2). 2 червня 2013 року збірна Камеруну зіграла товариський матч зі збірною України. Зустріч завершилась внічию 0:0.
Національна збірна Камеруну сім разів брала участь у чемпіонаті світу (1982, 1990, 1994, 1998, 2002, 2010, 2014). Найбільшого успіху команда досягла у 1990 році, коли команда пробилась у чвертьфінал.. 5 разів команда перемагала на Кубку африканських націй (1984, 1988, 2000, 2002 та 2017).
Жіноча збірна Камеруну 4 рази досягала фіналу чемпіонату Африки з футболу серед жінок.
11 грудня 2021 року президентом федерації був обраний Самюель Ето'о. Після матчу групи G Чемпіонату світу з футболу 2022 року Камерун — Бразилія, Ето'О — президент Федерації футболу Камеруну — напав на чоловіка біля стадіону, відео нападу поширювалося в соціальних мережах.